# Lates japonicus
Lates japonicus is een straalvinnige vissensoort uit de familie van glasbaarzen (Centropomidae). De wetenschappelijke naam van de soort is voor het eerst geldig gepubliceerd in 1984 door Katayama & Taki.